# ハッシルメル・ガス田
ハッシルメル・ガス田（Hassi R' Mel Gas Field、アラビア語: حاسيالرمل）は、アルジェリアにある南北70キロメートル、東西50キロメートルに及ぶ世界で18番目に大きなガス田でヘリウムの産地でもある。
アルジェの南550キロの内陸部にあり周囲はサハラ砂漠になっている。
回収可能埋蔵量は2.415兆立方メートルの天然ガスで年産能力は約1,000億立方メートルに及ぶ三畳紀に形成されたガス田である。

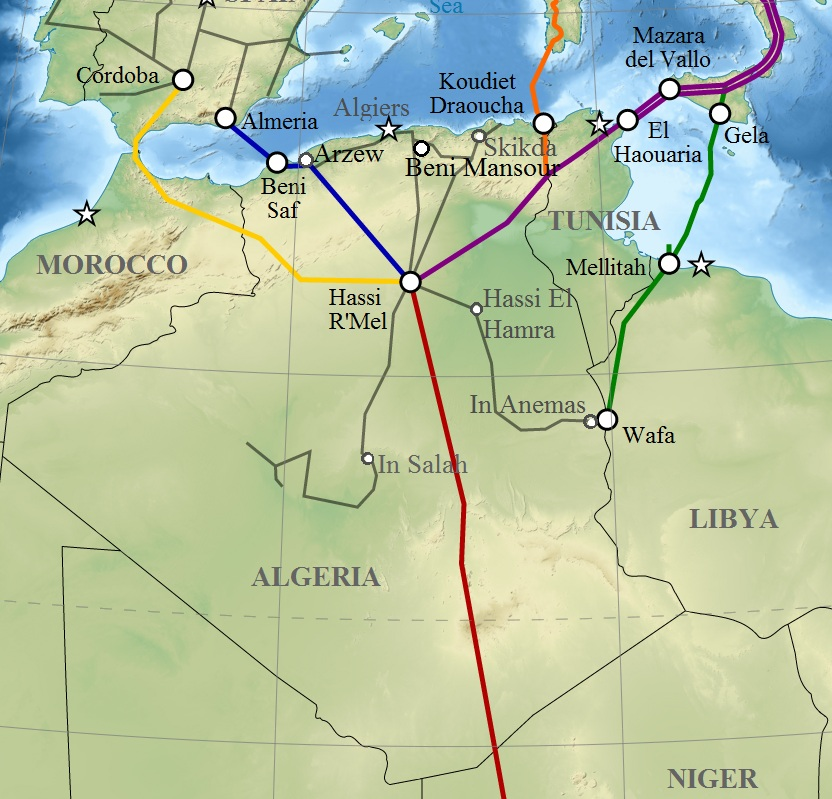
ハッシルメル・ガス田は北アフリカのパイプラインシステムの接合部になっている

産出した天然ガスはパイプラインを通じてアルゼウ、アルジェ、スキクダの沿岸都市に輸送されそこから海底パイプラインを通じて欧州諸国へ輸出されている。